# Yoon C. Joyce
Yoon C. Joyce, pseudonimo di Yoon Koo Cometti Joyce (Seul, 29 agosto 1975), è un attore sudcoreano naturalizzato italiano.

## Biografia
Nato a Seul nel 1975, viene adottato da una famiglia bergamasca all'età di tre mesi, trascorrendo l'infanzia in Arabia Saudita, Algeria, Austria e altre nazioni seguendo gli spostamenti professionali del padre. I suoi primi contatti con il mondo dello spettacolo sono i corsi di recitazione che segue ad Algeri dal 1985 e a Roma dal 1988; nel cinema esordisce a diciotto anni con una parte minore nel film indipendente americano So It's Better, seguita da alcune brevi apparizioni nella commedia italiana S.P.Q.R. - 2000 e ½ anni fa di Carlo Vanzina e nel fantascientifico Nirvana di Gabriele Salvatores. Nel 1997 appare nel ruolo minore di un ufficiale cinese nel film Kundun di Martin Scorsese e interpreta uno studente in Un paradiso di bugie di Stefania Casini. Perfezionatosi al Centro Teatro Attivo di Milano e all'Actors Studio di New York con Susan Strasberg, nel 1998 interpreta Niman, l'inatteso ospite tailandese nel film L'ospite di Alessandro Colizzi.
Nel corso della sua carriera cinematografica e teatrale ha interpretato spesso parti da caratterista, in particolare il ruolo del mafioso o criminale cinese, come nel caso di Arresti domiciliari di Stefano Calvagna e Gangs of New York di Martin Scorsese, o del maestro d'arti marziali, come in The Mark - Il segno della vendetta, diretto da Mariano Equizzi. Nel frattempo appare in varie serie televisive, tra cui Nebbia in Val Padana, dove interpreta l'antagonista Cheng, Linea di confine, L'ispettore Coliandro e Rex. Nel 2012 entra a far parte del cast ricorrente della soap opera CentoVetrine nel ruolo di Kimia Yang.
Nel 2006 è impegnato in una tournée teatrale con Freddo di Lars Norén, diretto da Adriana Martino, adattamento di un fatto di cronaca accaduto nella Svezia degli anni novanta, dove interpreta il protagonista Kalle, un giovane coreano ucciso a pugni e calci da tre suoi coetanei svedesi.
Ritorna al cinema come co-protagonista in Said di Joseph Lefevre (2013), in cui interpreta lo spietato Santino in un'Italia multietnica dove asiatici e afroamericani si contendono il potere. Lavora quindi accanto ad Elio Germano sia in Il mattino ha l'oro in bocca, diretto da Francesco Patierno (2008) sia in La nostra vita di Daniele Luchetti (2010). Nel 2015 interpreta il generale Nguyễn Ngọc Loan nel film televisivo L'Oriana, diretto da Marco Turco, sulla figura di Oriana Fallaci. Segue una piccola parte nel ruolo di uno sherpa accanto a Jake Gyllenhaal nel film Everest.
Nel 2020 vince il "premio Vincenzo Crocitti International" nella categoria "Attore in carriera internazionale". Ha interpretato il ruolo del Guardiano della soglia nel film Il monaco che vinse l'Apocalisse (2024) di Jordan River.

## Filmografia

### Cinema
- So It's Better, regia di William Forrest (1993)
- S.P.Q.R. - 2000 e ½ anni fa, regia di Carlo Vanzina (1994)
- Nirvana, regia di Gabriele Salvatores (1997)
- Un paradiso di bugie, regia di Stefania Casini (1997)
- Kundun, regia di Martin Scorsese (1997)
- Snuff, regia di Francesco Campanella (1997)
- L'ospite, regia di Alessandro Colizzi (1998)
- I fobici, regia di Giancarlo Scarchilli (1999)
- Arresti domiciliari, regia di Stefano Calvagna (2000)
- Gangs of New York, regia di Martin Scorsese (2003)
- The Mark - Il segno della vendetta, regia di Mariano Equizzi (2003)
- Il ritorno del Monnezza, regia di Carlo Vanzina (2005)
- Ti amo in tutte le lingue del mondo, regia di Leonardo Pieraccioni (2005)
- Cemento armato, regia di Marco Martani (2007)
- Il mattino ha l'oro in bocca, regia di Francesco Patierno (2008)
- Se chiudi gli occhi, regia di Lisa Romano (2008)
- Polvere, regia di Massimiliano D'Epiro e Danilo Proietti (2009)
- The Museum of Wonders, regia di Domiziano Cristopharo (2010)
- Mozzarella Stories, regia di Edoardo De Angelis (2011)
- Breve storia di lunghi tradimenti, regia di Davide Marengo (2012)
- Said, regia di Joseph Lefevre (2013)
- Seoul Searching, regia di Benson Lee (2015)
- Everest, regia di Baltazar Kurmakur (2015)
- Kidnapped in Romania, regia di Carlo Fusco (2016)
- Quel bravo ragazzo, regia di Enrico Lando (2016)
- Omicidio all'italiana, regia di Maccio Capatonda (2017)
- Made in China napoletano, regia di Simone Schettino (2017)
- The Broken Key, regia di Louis Nero (2017)
- Non è vero ma ci credo, regia di Stefano Anselmi (2018)
- Hard Night Falling, regia di Giorgio Bruno (2019)
- Cobra non è, regia di Mauro Russo (2020)
- The Carpenter, regia di Steven Renso (2021)
- Secret Team 355 (The 355), regia di Simon Kinberg (2022)
- Viaggio a sorpresa (Surprise Trip), regia di Roberto Baeli (2022)
- State of Consciousness, regia di Marcus Stokes (2022)
- Il ragazzo e la tigre, regia di Brando Quilici (2022)
- Amore postatomico, regia di Vincenzo Caiazzo (2022)
- Grosso guaio all'Esquilino - La leggenda del kung fu, regia degli YouNuts! (2023)
- Il monaco che vinse l'Apocalisse, regia di Jordan River (2024)

### Televisione
- Linea di confine – serie TV, episodio Fatti e contraffatti (2005)
- Camera Café – sitcom, episodi Asilo politico (2007) e La sagoma (2017)
- Piloti, regia di Celeste Laudisio – sitcom, episodio Sol levante (2007)
- Provaci ancora prof! – serie TV, episodio 3x05 (2008)
- Rex – serie TV, episodi 1x03-6x09 (2008, 2014)
- Intelligence - Servizi & segreti – serie TV (2009)
- Cugino & cugino – serie TV (2011)
- Distretto di Polizia – serie TV, episodio 11x13 (2011)
- CentoVetrine – soap opera (2012)
- Adriano Olivetti - La forza di un sogno – miniserie TV (2013)
- Squadra antimafia - Palermo oggi – serie TV, episodio 6x10 (2014)
- L'Oriana, regia di Marco Turco – miniserie TV (2015)
- Fuoco amico TF45 - Eroe per amore – serie TV, episodi 1x05-1x06 (2016)
- Eities - Ottanta mi dà tanto – serie TV (2016)
- L'allieva – serie TV (2016)
- La strategia dell'acqua – serie TV (2018)
- Stan Lee's Lucky Man – serie TV (2018)
- Paraíso – serie TV (2022)
- The Net - Gioco di squadra – serie TV (2022)
- Noi siamo leggenda – serie TV, episodi 1x05-1x07-1x09 (2023)
- Il clandestino - serie TV, episodio 1x03 (2024)
- Sara - La donna nell’ombra – serie TV, episodi 1x01-1x06 (2025)

### Cortometraggi
- Scacco matto, regia di Carlo Fumo (2008)
- Il regista del mondo, regia di Carlo Fumo (2011)
- Lupin III: The Fan Movie, regia di Gabriel Cash (2011)
- Sons of Tibet, regia di Pietro Malegori (2015)
- Mokusatsu, regia di Nour Gharbi (2016)
- Soltanto un anagramma, video musicale contro la violenza sulle donne di Kris j Alf (2019)
- The Vigilante, regia di Francesco Audino (2022)
- Pocket Coffee, spot pubblicitario con astronauta (2024)
- Illy, spot pubblicitario (2025)

## Teatrografia
- Freddo, regia di Adriana Martino (2006)